# خرمان پسلا
خرمان آلخو پسلا (اسپانیایی: Germán Alejo Pezzella‎؛ زادهٔ ۲۷ ژوئن ۱۹۹۱) بازیکن فوتبال اهل آرژانتین است.
از باشگاه‌هایی که در آن بازی کرده‌است، می‌توان به ریور پلاته، بتیس و فیورنتینا اشاره کرد.